# Mesagne
Mesagne est une ville italienne d'environ 25 960 habitants (2022) située dans la province de Brindisi, dans la région des Pouilles.
Mesagne se trouve en plein centre du talon de la botte de l'Italie, à une quinzaine de kilomètres du lieu où passait de l'antique Via Appia, dans son prolongement jusqu'à Brindisi.

## Histoire
- Le château normano-souabe

## Culture
- Le film de Sergio Rubini La terra, sorti en 2006, parle du sud de l'Italie, des Pouilles, et son action se passe à Mesagne.

## Administration
| Période                                  | Période  | Identité          | Étiquette       | Qualité |
| ---------------------------------------- | -------- | ----------------- | --------------- | ------- |
| 28 mai 2002                              | En cours | Mario Sconosciuto | Centro-Sinistra |         |
| Les données manquantes sont à compléter. |          |                   |                 |         |

### Communes limitrophes
Brindisi, Latiano, San Vito dei Normanni, Oria, San Donaci, San Pancrazio Salentino, Torre Santa Susanna